# Неель, Луи
Луи́ Эже́н Фели́кс Нее́ль (Неэ́ль; фр. Louis Eugène Félix Néel; 22 ноября 1904, Лион, Франция — 17 ноября 2000) — французский физик, лауреат Нобелевской премии по физике в 1970 году. Половина премии «за фундаментальные труды и открытия, касающиеся антиферромагнетизма и ферромагнетизма, которые повлекли за собой важные приложения в области физики твердого тела». Вторую половину премии получил Ханнес Альвен «за фундаментальные работы и открытия в магнитной гидродинамике и плодотворные приложения их в различных областях физики».
Член Французской академии наук (1953; membre non résidant), иностранный член Академии наук СССР (1958), Лондонского королевского общества (1966).

## Научная деятельность
Работы Нееля по физике твёрдого тела нашли многочисленные применения, в особенности в улучшении качеств компьютерной памяти. Примерно в 1930 году он предположил, что может существовать новая форма магнитного поведения веществ, названная впоследствии антиферромагнетизмом, в противоположность ферромагнетизму. При достижении определённой температуры (точки Нееля) антиферромагнитные свойства исчезают. В 1947 году Неель указал, что должны существовать материалы со свойствами ферримагнетизма. Кроме того Неель дал объяснение слабой намагниченности некоторых пород, дав таким образом возможность изучать историю магнитного поля Земли.

## Общественная деятельность
В 1992 году Неель подписал «Предупреждение человечеству».

## Награды и признание
- Орден Почётного легиона:
  - Большой крест (1974 год)
  - Великий офицер (1966 год)
  - Командор (1958 год)
  - Офицер (1951 год)
  - Кавалер (1940 год)
- Большой крест Национального ордена Заслуг (1972)
- Военный крест 1939—1945 с пальмовой ветвью (1940)
- Премия Хольвека (1952)
- Командор ордена Академических пальм (1957)
- Кавалер ордена Социальных заслуг (1963)
- Премия трёх физиков[фр.] (1963)
- Золотая медаль Национального центра научных исследований (1965)

В его честь названа медаль Луи Нееля, которая с 1994 года вручается Европейским союзом наук о Земле.